# Milet

Mapa de Milet i les ciutats colindants

Milet (grec antic: Μίλητος) fou una ciutat de Jònia, la principal de la regió, a la costa occidental d'Anatòlia, a prop de la desembocadura del riu Meandre a l'antiga Caria. Era situada a l'extrem nord d'una península que, al sud-oest, formava el golf Làtmic amb el puig Grion. Les seves ruïnes es troben a prop del modern poble de Balat, a la província d'Aydın, Turquia. Abans de la invasió persa a mitjan segle vi aC, Milet era considerat una de les ciutats gregues més grans i riques.
Les proves del primer assentament al lloc han estat inaccessibles per l’augment del nivell del mar i la deposició de sediments del Meandre, que fan que les restes de Milet es trobin avui terra endins, quan antigament era un port molt actiu. El lloc es va anomenar Milet per un lloc a Creta.

## Història
La primera evidència disponible és del Neolític. A principis i mitjans de l'Edat del Bronze, l'assentament va quedar sota la influència dels Minoics. La llegenda diu que es va produir una afluència de cretencs desplaçant als indígenes lèleges.
Millawanda o Milawata va ser el nom hitita de la ciutat de Milet. Era una de les ciutats aliades dels ahhiya o ahhiyiwa (aqueus) i capital d'un petit estat independent. El quart any del regnat de Mursilis II, fou atacada pels hitites dirigits pels oficials Gulla i Mallaziti, com a represàlia pel suport donat per la ciutat al rei d'Arzawa. Els atacants en van sortir victoriosos i van retornar a Hattusa amb força botí i captius. Tot i una temporal submissió als hitites, durant el regnat de Muwatallis, tornava a ser independent i es coneixen mencions al governador Atpa. Piyama-radu, un guerrer possiblement de Lazba (Lesbos) que dirigia un contingent de desarrelats arzawans, es va posar al servei d'Ahhiyawa en una possible lluita contra els hitites, i després es va casar amb la filla d'Atpa.
La ciutat va passar als jònics i es va dir, segons els autors clàssics, Lelegeïs, Pityusa i Anactoria. Els jònics anaven dirigits per Neleu, que va poder ocupar la ciutat sense lluita, va matar tots els homes i ell i la seva gent van prendre'n les dones com a esposes. Els jònics van construir una nova ciutat a la rodalia, més propera al mar; les restes de l'antiga Milawata encara existien en temps d'Estrabó.
El port de Milet era excel·lent i aviat la ciutat va agafar importància i va destacar entre les ciutats jòniques. Colònies milèsies es van establir sobretot a l'Euxí, a les dues costes, la sud i la nord (la Tàurida i la llacuna Meòtida). Entre les colònies principals cal esmentar:
- A l'Hel·lespont: Abidos, Làmpsac i Pàrion.
- A la Propòntida: Proconnesos i Cízic.
- A la costa sud de l'Euxí: Sinope i Amisos.
- D'altres a Tràcia, Crimea i al Borístenes, almenys fins a 80 o més, de les quals la meitat estan confirmades i entre les quals cal esmentar Berezan, Cepis, Colones, Escepsis, Fasis, Ístria, Limnes, Miletòpolis, Odessos, Òlbia Pòntica, Pesos, Panticapea, Príapos, Teodòsia, Tíon, Tira i Tomis.

Aquestes colònies es van fundar entre el 1000 i el 600 aC.

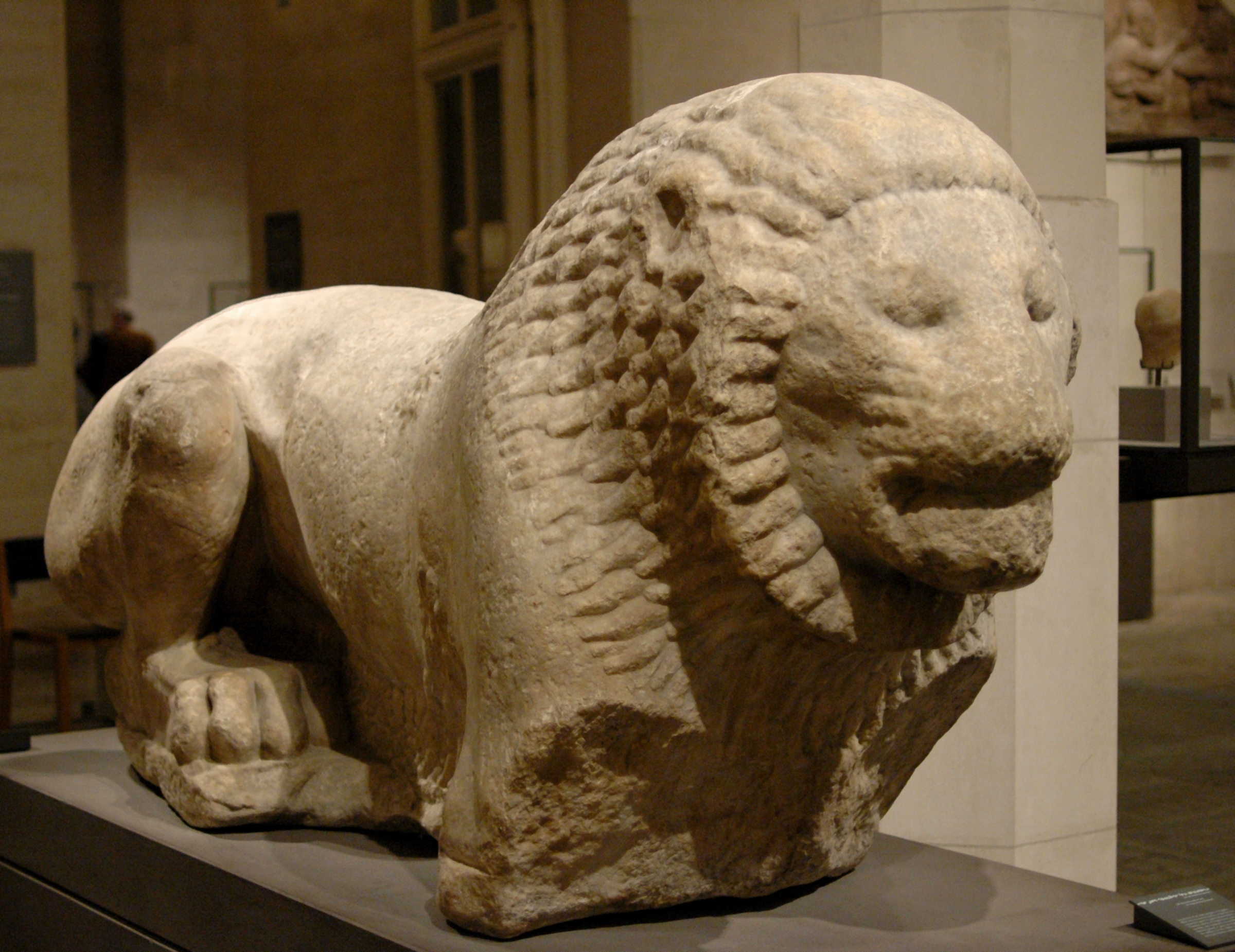
Lleó funerari del segle VI aC, procedent de la necròpolis de Milet.

Governada inicialment per tirans o dèspotes, després s'hi va establir un altre tipus de govern amb dues faccions, l'una oligàrquica i l'altra democràtica, en què la primera va predominar però en alguns moments hi va haver lluites civils, i en un enfrontament entre rics i pobres es van produir escenes de gran crueltat. Heròdot esmenta una guerra civil a Milet que va durar molt (dues generacions), que va portar una gran desgràcia a la ciutat i va empobrir el poble i es va acabar quan els perses es van imposar com a mediadors.
El rei lidi Ardis va provar de sotmetre la ciutat sense èxit. Sadiates gairebé ho va aconseguir després de derrotar els milesis en dues batalles, però quan va morir encara no estava acabada la guerra, que va seguir sota el seu successor, Aliates, que va fer la pau amb la ciutat en caure malalt, cosa que es va atribuir al saqueig d'un temple (el temple d'Atenea, al territori de Milet). En aquest temps, la ciutat va quedar governada per un tirà de nom Trasibul, amic de Periandre de Corint i llavors va fer un tractat amb Cresos de Lídia, a qui va reconèixer com a sobirà i va pagar tribut, no se sap si voluntàriament o per la força militar de Cresos.
Quan Lídia fou conquerida per Pèrsia, el rei dels perses va subrogar la posició del rei de Lídia. Fou llavors quan els perses van actuar de mitjancers entre les faccions "plutis" i "quiròmaca", el 525 aC, i establiren una tirania sota sobirania persa.
Histieu el tirà fou cridat a Susa i va deixar el govern al seu gendre, el tirà Aristàgores de Milet; des de Pèrsia, Histieu el va instigar a revoltar-se (499 aC) i va arrossegar les ciutats de Jònia, però després de diverses derrotes la ciutat fou assetjada per terra i mar, i finalment assaltada i conquerida el 494 aC. Els seus habitants foren traslladats per ordre de Darios a una ciutat anomenada Ampe, a la desembocadura del Tigris, i la ciutat de Milet fou lliurada als caris.
La Batalla de Micale el 479 aC en va restaurar la llibertat i independència, i Milet es va refer i va entrar en l'aliança atenenca.
Al final de la Guerra del Peloponnès, després de l'expedició de Sicília, la ciutat es va independitzar d'Atenes (412 aC) i, en una batalla lliurada sota els seus murs, els milesis van derrotar els atenencs i van guanyar la llibertat, i se'n retirà l'almirall atenenc Frínic, Poc després, una fortalesa erigida pel sàtrapa persa Tisafernes al seu territori va ser demolida, però això no va impedir la subjecció a Pèrsia per l'acord general entre grecs i Pèrsia (402 aC).

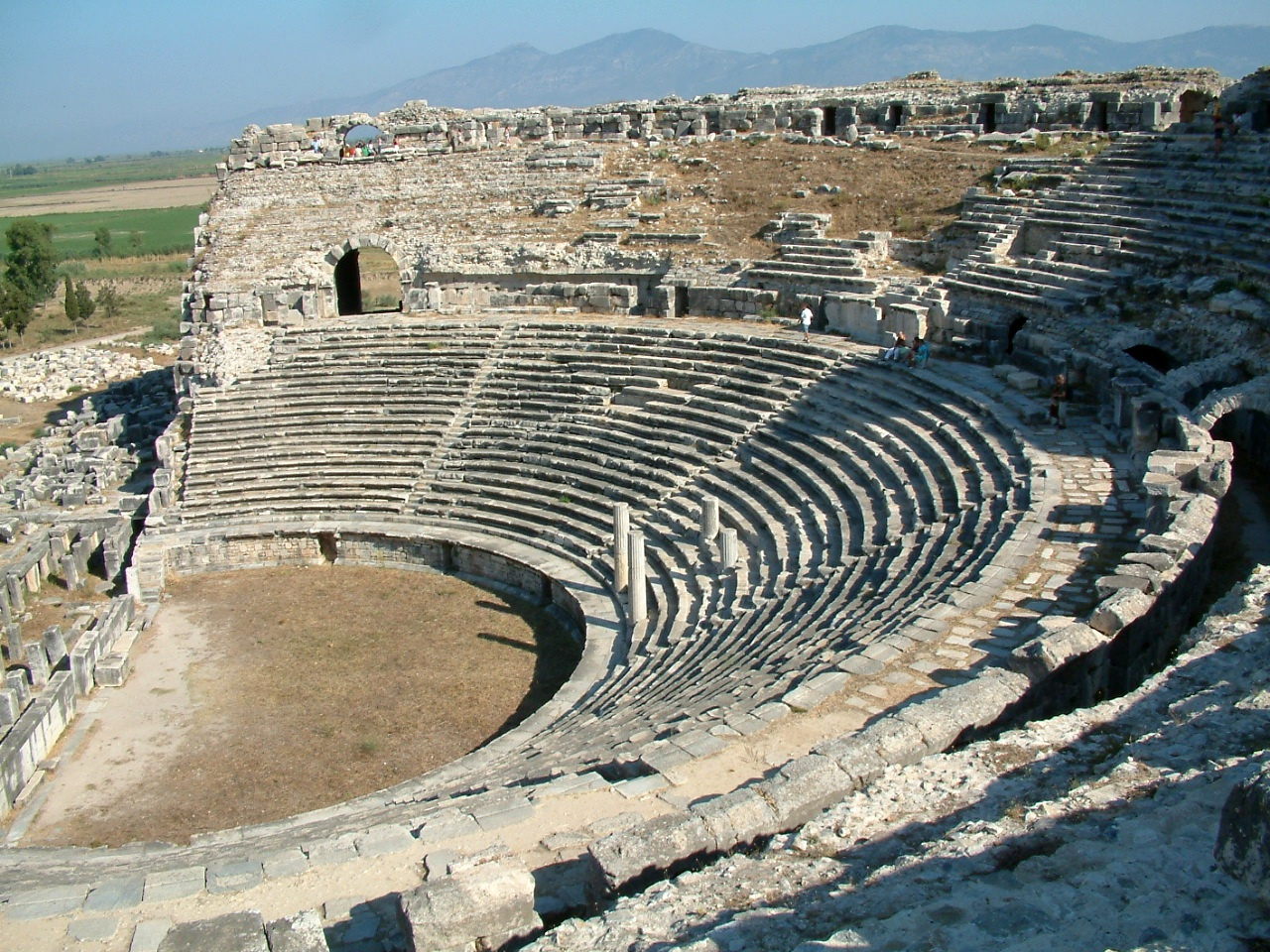
Teatre grec de Milet, construït cap al 300 aC i renovat cap al 100 aC, i després en època romana. Actualment, s'hi poden veure les restes de dos nivells de graderies (a la foto), però havia existit un tercer nivell superior, actualment perdut. El teatre tenia una capacitat d'uns 5.300 espectadors en època hel·lenística i 15.000 en època romana.

El 334 aC, quan hi va arribar Alexandre el Gran, la ciutat no es va voler sotmetre (la flota persa era ancorada a Mícale amb l'exèrcit) i els macedonis la van atacar i la van prendre per assalt. Part de la ciutat va quedar destruïda, però Alexandre va perdonar els habitants i els va concedir la llibertat.
Després d'això, fou una ciutat lliure, dedicada al comerç, però amb una importància secundària. El 313 aC, fou dominada per Antígon i pels selèucides el 301 aC. Fou breument possessió dels Ptolemeus (262 aC a 258 aC) i altre cop subjecta als selèucides.
En la guerra entre Roma i Antíoc III el Gran, Milet va donar suport a aquella i el 188 aC fou reconeguda ciutat lliure. El 133 aC, quan el Regne de Pèrgam va esdevenir província romana, Milet fou agregada a la província d'Àsia, però va conservar la condició de ciutat lliure fins que la va perdre el 78 aC per haver donat suport a Mitridates VI Eupator, rei del Pont.
Pau de Tars va passar per la ciutat quan tornava de Macedònia i Mèsia. Era seu d'un bisbe des del temps de l'emperador Deci, quan sant Tirs i els seus companys van morir martiritzats a la ciutat. Eusebi, bisbe de Milet, va participar en el concili de Nicea el 325, però més tard Efes fou la seu d'un bisbat que va incloure Milet i altres ciutats de Cària.
La ciutat va entrar en decadència durant l'Imperi Romà, decadència que es va accentuar en el període romà d'Orient. Fou ocupada el 1328 pels seljúcides. Va continuar existint com una petita vila anomenada Balat. El 1424, va passar als otomans. Balat quedà deshabitada al segle xvii i les seves ruïnes foren destruïdes per un terratrèmol el 1955. Després, es va construir una nova vila de Balat un quilòmetre més al sud.

## Personatges il·lustres
- Tales de Milet, matemàtic i filòsof.
- Anaximandre de Milet, filòsof.
- Anaxímenes de Milet, filòsof.
- Hipòdam de Milet, arquitecte.
- Hecateu de Milet, historiador i geògraf.
- Isidor de Milet, arquitecte.

## Tirans
- Trasibul (a principis del segle VI aC)
- Toante
- Damasenor
- Histieu, vers 1525-1500 aC
- Aristàgores, 1500-1494 aC